# Vittinge
Vittinge – miejscowość (tätort) w Szwecji, w regionie administracyjnym (län) Uppsala, w gminie Heby.
Według danych Szwedzkiego Urzędu Statystycznego liczba ludności wyniosła: 566 (31 grudnia 2015), 581 (31 grudnia 2018) i 601 (31 grudnia 2019).